# Augsfelder Maintal
Das Augsfelder Maintal ist eine kleinteilige naturräumliche Einheit (5. Ordnung) mit der Ordnungsnummer 137.20 auf dem Gebiet der unterfränkischen Gemeinden Gädheim, Haßfurt, Knetzgau, Sand am Main und Zeil am Main.

## Lage
Das Augsfelder Maintal (137.20) bildet eine Untereinheit innerhalb der Haupteinheit Haßfurter Maintal (137.2). Sie ist Teil des Steigerwaldvorlandes (137) und damit ein Naturraum in der Haupteinheitengruppe der Mainfränkischen Platten. Im Norden schließt sich das Südliche Grabfeld als Teil des Grabfeldes (1381) an. Der Nordosten wird von den Haßbergen (116) beherrscht, die, vom Main getrennt, im Osten in den Steigerwald (115) übergeht. Im Süden sind ebenfalls Naturräume des Steigerwaldvorlandes zu finden, so das Donnersdorfer Steigerwaldvorland (137.15) und die Herlheimer Mulde (137.14) als Teile des Iphofen-Gerolzhofener Steigerwaldvorland (137.1). Auch im Westen ist ein Naturraum des Steigerwaldvorlandes gelegen, das Oberthereser Maintal (137.21).
Das Gebiet ist weit weniger von Verkehrsachsen dominiert, als das im Westen angrenzende Oberthereser Maintal. Dies liegt an der Nordwendung, die der Main hier vollführt. Die Bahnstrecke Bamberg–Rottendorf begrenzt den Naturraum im Norden. Querende Verkehrswege sind nur Staatsstraßen, die regional bedeutsam sind. Bedeutsam sind die Staatsstraßen 2276 und 2427. Die letztgenannte wird zwischen Knetzgau und Augsfeld auch mit einer Brücke über den Main geführt.

## Landschaftscharakteristik
Das Augsfelder Maintal präsentiert sich als langgestreckter Naturraum, der von 222 Meter bei Zeil-Ziegelanger auf 216 Metern bei Wülflingen abfällt. Zentrum des Naturraums ist die namensgebende Haßfurter Gemeindeteil Augsfeld, auf dessen Höhe sich das Maintal auf fast 3 Kilometer weitet. Geprägt wird das Gebiet von mehreren Main-Mäandern, die zu den holozänen Sedimentkörpern gezählt werden. Die Talsohle des Mains geht an einigen Stellen früh in die höher gelegenen Areale über. Hier herrschen Flutlehme vor, die von fruchtbaren Braunerden beherrscht werden. 
In Flussnähe überwiegen saure Magerwiesen, die auf anmoorigen Gleyen und Auen-Feuchtschwarzerden angelegt wurden, lediglich die Braunerden werden ackerbaulich genutzt. Der Naturraum ist eng besiedelt, wobei sich an vielen Stellen noch Laichkräuter, Weiden und Pappeln entlang des Ufers erhalten haben. Daneben existieren um Augsfeld große Kiesabbauflächen, die in Teilen renaturiert sind. Das Baggersee-Areal wird heute vielerorts freizeitlich genutzt.

## Schutzgebiete
Die verkehrliche Abseitsposition wirkt sich auf die Schutzgebietsdichte des Gebiets aus. Hier sind Areale nahezu aller Schutzkategorien zu finden. Viele Uferbereiche sind als eingetragene Biotope vermerkt. Nahezu der gesamte Naturraum ist dagegen Teil des Fauna-Flora-Habitats Maintal zwischen Eltmann und Haßfurt. Derselbe Maintalabschnitt wurde auch wegen der dort nistenden und durchziehenden Vögel als Vogelschutzgebiet ausgewiesen. Die Mainaue bei Augsfeld ist auch eines der größeren Naturschutzgebiete Unterfrankens.